# 95939 Thagnesland
95939 Thagnesland è un asteroide della fascia principale. Scoperto nel 2003, presenta un'orbita caratterizzata da un semiasse maggiore pari a 2,6076566 UA e da un'eccentricità di 0,0997537, inclinata di 4,78376° rispetto all'eclittica.
L'asteroide è dedicato ai nonni materni dello scopritore, Thaddeus e Agnes Vreeland. Il nome è stato ottenuto unendo le prime lettere del nome di ciascuno con la parte finale del cognome.